# Juravlivka, Sakî
Juravlivka (în ucraineană Журавлівка) este un sat în comuna Sîzivka din raionul Sakî, Republica Autonomă Crimeea, Ucraina.

## Demografie
Componența lingvistică a localității Juravlivka
     Rusă (100%)
Conform recensământului din 2001, toată populația localității Juravlivka era vorbitoare de rusă (100%).